# Reseda sessilifolia
Reseda sessilifolia är en resedaväxtart som beskrevs av M. Thulin. Reseda sessilifolia ingår i släktet resedor, och familjen resedaväxter. Inga underarter finns listade i Catalogue of Life.